# 1682 Karel
Karel (asteróide 1682) é um asteróide da cintura principal, a 1,8108498 UA. Possui uma excentricidade de 0,1911236 e um período orbital de 1 223,46 dias (3,35 anos).
Karel tem uma velocidade orbital média de 19,90639467 km/s e uma inclinação de 4,0279º.
Esse asteróide foi descoberto em 2 de Agosto de 1949 por Karl Reinmuth.